# Teodoro Calmășu
Teodoro Calmășu (1660 – 1740) era un boiardo di basso livello della regione di Orhei, in Bessarabia, fondatore della famiglia principesca dei Callimachi, forma ellenizzata del nome.
Si stabilì a Câmpulung, dove fondò una chiesa. Le Cronache di Ioan Canta lo descrivono come un "buon cristiano timorato di Dio, che viveva la sua vita con poche opportunità sotto la protezione della chiesa e con altre buone azioni, secondo le sue capacità".
Due dei suoi figli raggiunsero posizioni importanti. Giovanni Teodoro Callimachi fu principe di Moldavia dal 1758 al 1761, mentre Gavriil Callimachi raggiunse la carica di metropolita di Moldavia, che mantenne fino alla morte nel 1786.